# Felip Maria de Borbó
Felip Maria Francesc de Borbó i de Borbó-Parma (Aranjuez, 28 de març de 1792 - Madrid, 1 de març de 1794) va ser un infant d'Espanya, fill del rei Carles IV, mort durant la infància.
Va néixer al Palau Reial d'Aranjuez el 28 de març de 1792, va ser el vuitè fill mascle del rei Carles IV d'Espanya i de la seva muller, Maria Lluïsa de Borbó-Parma. El seu bateig el va oficiar el cardenal Antoni de Sentmenat i de Cartellà. En el moment del naixement va ser nomenat cavaller de l'orde del Toisó d'Or. Hom afirma que per commemorar-ho també es va crear l'Orde de les Dames Nobles de la Reina Maria Lluïsa, arran d'una proposta de José de Vallugera el 1791. Va morir prematurament abans de complir els dos anys, l'1 de març de 1794, a Madrid. Fou enterrat al Panteó d'Infants del monestir d'El Escorial.